# Witold Kwaśnicki
Witold Kwaśnicki (ur. 5 kwietnia 1952 w Bielawie, zm. 19 lipca 2022) – polski profesor, ekonomista, przedstawiciel austriackiej szkoły ekonomii w Polsce. Wykładowca, profesor zwyczajny na Uniwersytecie Wrocławskim. Członek rady naukowej Instytutu Misesa i rady Towarzystwa Ekonomistów Polskich. Członek Rady Naukowej Instytutu Nauk Ekonomicznych PAN. Specjalista w dziedzinie ekonomii ewolucyjnej. Był członkiem Rady Programowej Warsaw Enterprise Institute.

## Życiorys

### Wykształcenie i działalność zawodowa
Uczęszczał do Technicznych Zakładów Naukowych w Częstochowie. Po zdaniu matury w 1971 rozpoczął studia na Wydziale Elektroniki Politechniki Wrocławskiej. Studia te ukończył z wyróżnieniem w 1976 r. W 1980, na tej samej uczelni obronił rozprawę doktorską pt. „Symulacja pewnej klasy ewolucyjnych procesów rozwoju”.
W tym samym roku zatrudniony jako adiunkt w Ośrodku Badań Prognostycznych Politechniki Wrocławskiej. W 1989 przeniesiony do Instytutu Cybernetyki Technicznej PWr. W 1996 na Politechnice Wrocławskiej uzyskał stopień doktora habilitowanego na podstawie pracy pt. „Wiedza, innowacje i gospodarka. Podejście ewolucyjne” (Knowledge, innovation and economy. An evolutionary exploration). W 1997 został pracownikiem naukowo-dydaktycznym na Wydziale Informatyki i Zarządzania Politechniki Wrocławskiej. Od 1999 r. związany z Instytutem Nauk Ekonomicznych PAN. Był zastępcą przewodniczącego Rady Naukowej. Od 2000 roku stale związany zawodowo z Instytutem Nauk Ekonomicznych na Wydziale Prawa, Administracji i Ekonomii Uniwersytetu Wrocławskiego. W 2004 uzyskał tytuł profesora nauk ekonomicznych.
Związany również z Wyższą Szkołą Zarządzania i Bankowości w Poznaniu.
Autor stu kilkudziesięciu artykułów naukowych w czasopismach międzynarodowych oraz krajowych lub jako rozdziały w książkach opublikowanych w kraju i za granicą.
W 2017 został członkiem rady Towarzystwa Ekonomistów Polskich.
Pochowany na Cmentarzu Komunalnym we Wrocławiu-Pawłowicach

### Obszar badań
Dorobek naukowy Witolda Kwaśnickiego koncentruje się wokół takich obszarów jak:
- ekonomia ewolucyjna oraz podejście ewolucyjne do badań rozwoju technologicznego,
- procesy innowacyjne i zarządzanie przedsiębiorstwem w warunkach szybkich zmian organizacyjnych i technologicznych,
- ekonomia szkoły austriackiej,
- metodologia i praktyka symulacji komputerowej,
- historia myśli ekonomicznej.

### Działalność dydaktyczna
Jest autorem programu kursu Mikroekonomii i Makroekonomii na kierunku Ekonomia, na Wydziale Prawa, Administracji i Ekonomii Uniwersytetu Wrocławskiego. Ponadto współorganizował Olimpiadę Wiedzy Ekonomicznej w okręgu wrocławskim. Od 2004 był członkiem Rady Naukowej Instytutu Misesa.
Był opiekunem wielu stypendystów Programu im. Lane’a Kirklanda.
Jednym z jego doktorantów jest publicysta oraz fundator Instytutu Misesa, Mateusz Machaj.

### Poglądy
Zwolennik oraz propagator idei liberalizmu gospodarczego oraz austriackiej szkoły ekonomii.
Redaktor naukowy między innymi polskich wydań Ludzkiego działania Ludwika von Misesa oraz Pieniądza, kredytu bankowego i cykli koniunkturalnych Jesusa Huerty de Soto.

## Wybrane publikacje
- Knowledge, Innovation, and Economy. An Evolutionary Exploration., 2nd edition, Edward Elgar Publishing Ltd., 1996 (Chinese translation 1999); 1st edition: Wroclaw: Oficyna Wydawnicza Politechniki Wroclawskiej, 1994.
- Historia myśli liberalnej. Wolność, własność, odpowiedzialność, Warszawa: PWE, 2000
- Zasady ekonomii rynkowej, Wrocław: Wydawnictwo Uniwersytetu Wroclawskiego, 2001
- (ed.) Biologia dla ekonomii (Biology and economics), Wrocławski Biuletyn Gospodarczy, nr 30, Wrocław, 2003
- (ed.) Fizyka dla ekonomii (Physics and economics), Wrocławski Biuletyn Gospodarczy, nr 34, Wrocław, 2005
- (eds – razem z Balcerak Alicją), Metody symulacyjne w badaniu organizacji i w dydaktyce menedżerskiej (Simulation methods in institution research and managerial education), Wrocław: Oficyna Wydawnicza Politechniki Wrocławskiej, 2008.
- (eds – razem z Balcerak Alicją), Modele symulacyjne i gry menedżerskie we wspomaganiu decyzji i w dydaktyce (Simulation models and managerial games in decision support and education), Wrocław: Oficyna Wydawnicza Politechniki Wrocławskiej, 2010.

## Odznaczenia
- Złoty Krzyż Zasługi (2021)[7].